# Patricia Hy-Boulais
Patricia Hy-Boulais (Phnom Penh, 22 agosto 1965) è un'ex tennista hongkonghese naturalizzata canadese nel 1991.
Nata Patricia Hy, ha aggiunto il secondo cognome in seguito al matrimonio col coach canadese Yves Boulais.

## Biografia
In carriera ha vinto un titolo in singolare e un titolo di doppio. Nei tornei del Grande Slam ha ottenuto il suo miglior risultato raggiungendo le semifinali di doppio agli Australian Open nel 1987, in coppia con la giapponese Etsuko Inoue.
Con la Squadra di Hong Kong di Fed Cup ha disputato 25 partite, vincendone 13 e perdendone 12, mentre con la squadra canadese di Fed Cup ha giocato 29 partite, ottenendo 14 vittorie e 15 sconfitte.

## Vita privata
Dal matrimonio con Yves Boulais sono nati due figli, Isabelle, tennista anche lei, e Justin. Patricia risiede a Toronto.

## Statistiche

### Singolare

#### Vittorie (1)
| Numero | Anno            | Torneo              | Superficie | Avversaria in finale | Punteggio     |
| 1.     | 12 ottobre 1986 | Taiwan Open, Taipei | Sintetico  | Adriana Villagrán    | 6–7, 6–2, 6–3 |

### Singolare

#### Finali perse (1)
| Numero | Anno           | Torneo                                        | Superficie  | Avversaria in finale | Punteggio     |
| 1.     | 20 maggio 1995 | British Hard Court Championships, Bournemouth | Terra rossa | Ludmila Richterová   | 7-6, 4-6, 3-6 |

### Doppio

#### Vittorie (1)
| Numero | Anno            | Torneo                | Superficie | Compagna     | Avversarie in finale         | Punteggio |
| 1.     | 6 febbraio 1994 | ASB Classic, Auckland | Cemento    | Mercedes Paz | Jenny Byrne Julie Richardson | 6–4, 7–6  |

### Doppio

#### Finali perse (2)
| Numero | Anno           | Torneo                                                                   | Superficie  | Compagna        | Avversarie in finale                | Punteggio |
| 1.     | 15 marzo 1993  | Newsweek Champions Cup and the Matrix Essentials Evert Cup, Indian Wells | Cemento     | Ann Grossman    | Rennae Stubbs Helena Suková         | 3-6, 4-6  |
| 2.     | 20 maggio 1995 | British Hard Court Championships, Bournemouth                            | Terra rossa | Kerry-Anne Guse | Mariaan de Swardt Ruxandra Dragomir | 3-6, 5-7  |